# Жёлтая (станция)
Жёлтая — железнодорожная станция в Саракташском районе Оренбургской области. Входит в состав Жёлтинского сельсовета.

## География
Находится на железнодорожной линии Оренбург — Орск на расстоянии примерно 22 километров по прямой на юго-восток от районного центра поселка Саракташ.

## История
В 1912—1914 годах велось строительство железнодорожной ветки Оренбург — Орск. В декабре 1914 года через станцию Саракташ пошли первые поезда от Оренбурга до разъезда Желтого.

## Население
Население составляло 460 человек в 2002 году (русские 70 %), 416 по переписи 2010 года.